# Alexa Conradi
 (novembre 2019).
Alexa Conradi, née en Angleterre en 1971, est une militante et auteure féministe, présidente de la Fédération des femmes du Québec de 2009 à 2015.
Elle se définit elle-même comme « une militante, auteure et consultante féministe queer, spécialisée en communications ».
Ses intérêts portent principalement sur la construction de rapports décolonisés entre le Nord et le Sud, de même qu'au sein des sociétés occidentales. Elle croit également en un féminisme pluraliste, combatif et solidaire.

## Biographie
Alexa Conradi naît en 1971 en Angleterre d’un père norvégien et d’une mère anglo-canadienne montréalaise.
En 1990, après avoir terminé le cégep et à la suite du départ de sa famille dans l’Ouest canadien, elle s’inscrit à l’Université McGill et se spécialise en études de l’Asie de l’Est pour connaître les cultures, les religions et les langues du Japon et de la Chine, dans l'espoir de mener une carrière dans la diplomatie ou les relations internationales.
Elle abandonne ses études lorsqu’elle devient enceinte de son premier enfant, à qui elle donne naissance en 1991 à l’âge de 20 ans.
La violence conjugale qu'elle subit par son compagnon et sa situation précaire la mènent à son engagement féministe. Isolée, en proie à la pauvreté et aux coups de son compagnon, elle cherchera du soutien auprès d'autres femmes, provenance initiale de son combat féministe.
Elle dit avoir trouvé au Centre des femmes de Verdun l’aide dont elle avait besoin. C’est là où ont commencé sa prise de conscience féministe et son militantisme. C’est là aussi qu’elle a commencé à connaître l’histoire du Québec du point de vue des femmes issues du milieu populaire francophone. Selon elle : « c’est en participant aux activités du centre que je suis devenue une féministe engagée, consciente que nous étions nombreuses à subir les affronts du sexisme et du patriarcat. »
Elle occupe les fonctions de présidente de la Fédération des femmes du Québec de 2009 à 2015.
En 2021, autrice, formatrice, conférencière et organisatrice communautaire, elle travaille dans un centre d’action contre la discrimination en Allemagne.

## Publications
Alexa Conradi est l'autrice de l'essai Les Angles morts, dans lequel elle fait part de convictions intersectionnelles

## Prix et distinctions
2018 - Finaliste pour le Prix de la présidence de l'Assemblée nationale pour Les angles morts. Perspectives sur le Québec actuel